# Kutlugh Turkan
Kutlugh Turkan, född 1208/1213, död 1283, var regerande monark av det mongoliska vasallfurstendömet Kirman i Persien 1257-1282. 
Hon var dotter till Buraq Hajib (död 1234), syster till Rukn al-Din (död 1252) gift med sin fars kusin Qutb al-Din av Kirman (död 1257), som alla efterträdde varandra på Kirmans tron, och mor till Padishah Khatun. 
Hon efterträdde sin make som monark med godkännande av mongolerna eftersom hennes son var omyndig och därför inte ansågs lämplig som monark, och slöt allians med mongolerna genom att gifta bort sin dotter med Abaqa Khan. År 1264 erkändes hon formellt som monark med titeln 'Ismat al-dunya wa al-din och fick monarkens bön khutba utropad i sitt namn. 
Hennes regeringstid beskrivs som en välmående tid för Kirman. Hon var invecklad i en konflikt med sin styvson Suyurghatamish: han lyckades först tvinga henne att utropa honom till medregent, men hon lyckades avsätta honom med hjälp av sin dotter. År 1282 placerade dock mongolkhanen Ahmad Teguder Suyurghatamish som ensam regent på Kirmans tron, och avsatte henne trots hennes protester. 